# 18992 Кетгарвард
18992 Кетгарвард (18992 Katharvard) — астероїд головного поясу, відкритий 3 вересня 2000 року.
Тіссеранів параметр щодо Юпітера — 3,240.